# François Vatel
François Vatel, eredeti nevén Fritz Karl Watel (Tournai, Dél-Németalföld, – 1631. január 17. – Chantilly-i kastély, 1671. április 24.) svájci eredetű családból származó francia cukrász, mesterszakács, ceremóniamester, a Vaux-le-Vicomte, majd a chantilly-i kastély főszakácsa, élelmezési főnöke, ceremóniamestere (surintendant) és háznagya (maître d'hôtel) Fouquet pénzügyminiszter, majd a Nagy Condé herceg szolgálatában. A kortársak emlékirataiban fennmaradtak az általa rendezett fényes ünnepségek és pazar lakomák leírásai XIV. Lajos király uralkodásának idején. 1671 áprilisában a frissen felújított és kibővített Chantilly-i kastélyban Condé herceg megbízásából Vatel több napon át tartó díszünnepséget szervezett, melynek díszvendége a király volt, többszáz főnyi kíséretével. Az utolsó napon, április 24-én a megrendelt friss halszállítmány érkezése késett, amit Vatel elviselhetetlen kudarcnak érzett, és öngyilkosságot követett el.

## Élete

### Származása, iskolái
1631-ben született, apja egyszerű földművelő volt. 1646-ban, 15 éves korában szerződéses tanoncnak szegődött apja keresztapjához, Jehan Heverard cukrászhoz és vendéglőshöz. Hét éven át dolgozott Heverard-nál, és kitanulta a szakács- és cukrászmesterséget.

### Fouquet pénzügyminiszter szolgálatában

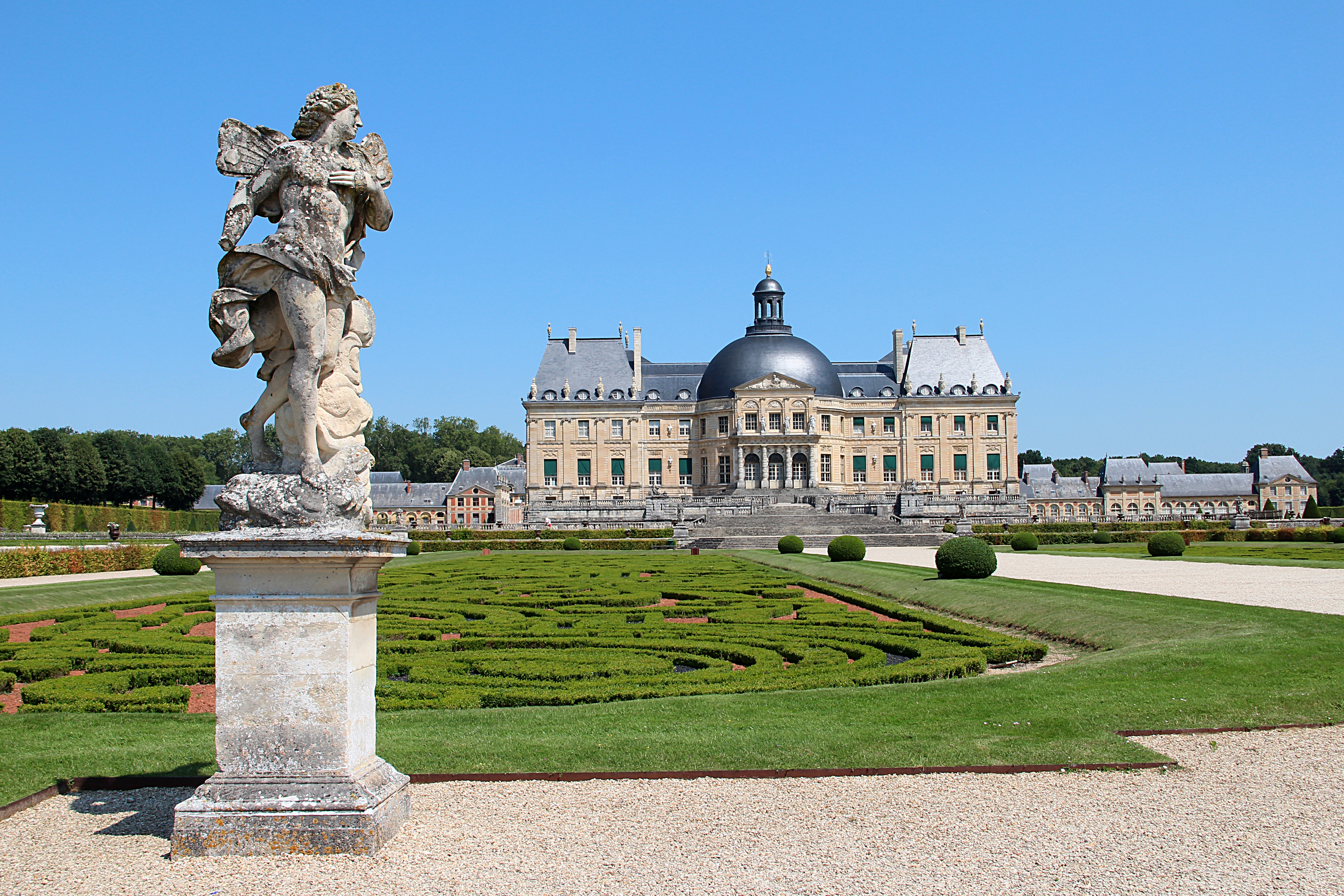
A Vaux-le-Vicomte kastély

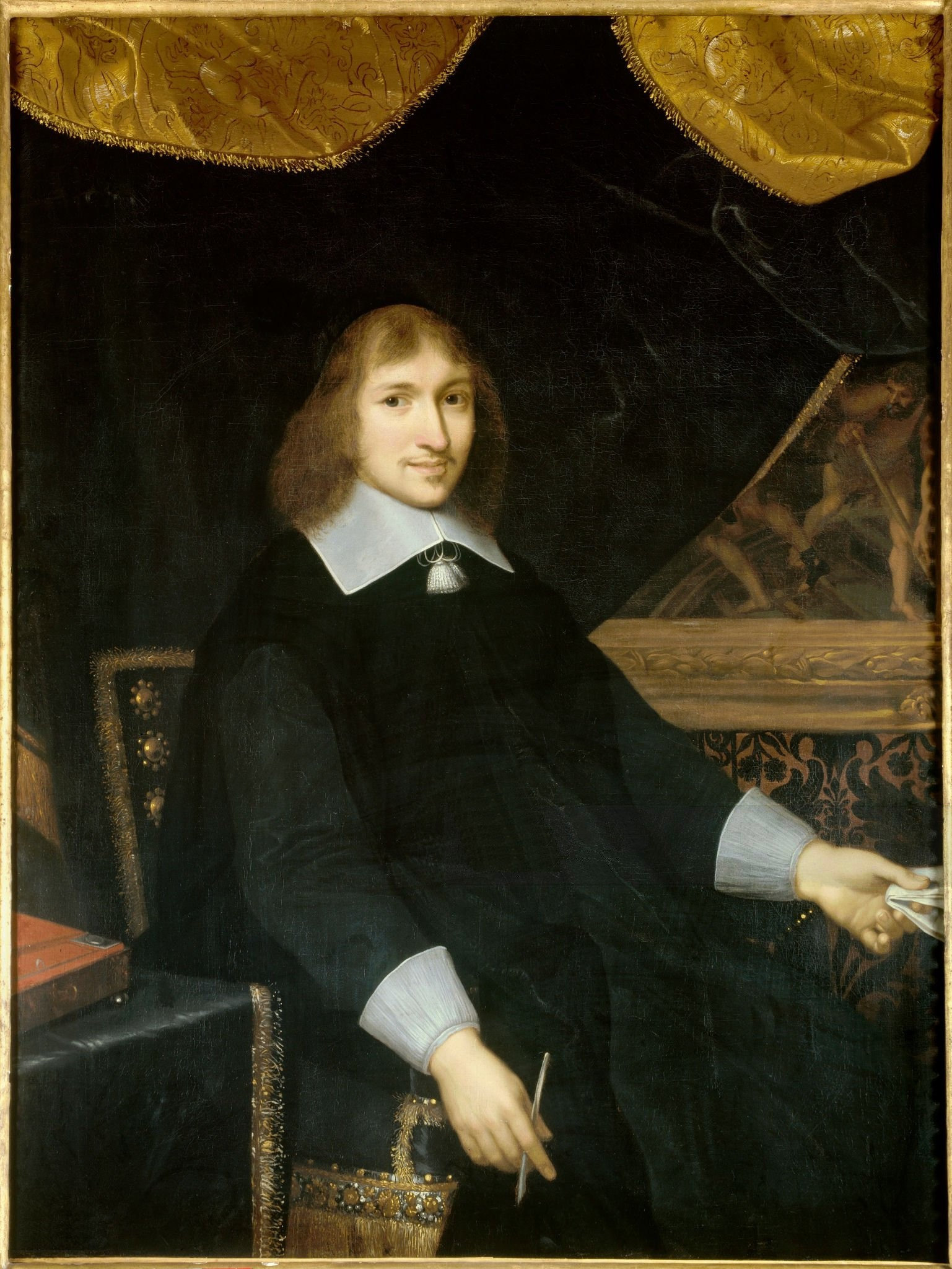
Nicolas Fouquet (Charles Le Brun festménye, Vaux-le-Vicomte kastély

1653-ban, 22 éves korában főszakácsi (écuyer de cuisine) állást kapott az éppen ekkor épülő Vaux-le-Vicomte kastélyban, Nicolas Fouquet vikomt háznagyától (maître d’hôtel). A kastély urát, Fouquet vikomtot (majd márkit) Jules Mazarin régens-bíboros, főminiszter nem sokkal korábban nevezte ki a Francia Királyság pénzügyminiszterévé (surintendant des Finances). XIV. Lajos király tizenöt éves volt ekkor. Hamarosan felfigyeltek az ifjú Vatel szorgalmára, munkabírására, szervező képességére, és kinevezték a Fouquet-kastély háznagyává (maître d’hôtel).
Mazarin halála után, 1661. augusztus 17-én Nicolas Fouquet meghívta a fiatal, 23-ik évében járó királyt, Ausztriai Anna anyakirálynét és a teljes királyi udvartartást a Vaux-le-Vicomte kastély felavatására. Vatel, aki egyszemélyben volt a házigazda ceremóniamestere (chef du protocole) és háznagya, nagyszabású és fényűző ünnepélyt szervezett, ennek keretében díszebédet szolgáltak fel: 80 asztalnál terítettek, 30 „büfé” (mai szóval svédasztal) üzemelt. Ötfogásos étkezést adtak, fácánt, fürjeet, kerti sármányt és fogolymadárpecsényét szolgáltak fel. A díszvendégek számára tömör arany edényekben, tálakon és tányérokon, az udvar többi tagjának ezüst edényekben és terítékeken. A háttérben huszonnégy fős vonószenekar játszotta Jean-Baptiste Lully zeneszerzőnek, a király zenei főintendánsának szerzeményeit. A színpadon a Molière által írt, Pierre Beauchamps által komponált és koreografált balett-komédiát, a háromfelvonásos Kelletleneket (Les Fâcheux) adták elő, melyet Fouquet direkt erre az ünnepi alkalomra rendelt meg. A fennhéjázó fényűzéssel azonban Fouquet súlyos hibát követett el.
A fiatal király az 1650-es háborús évek (a Fronde és a spanyol háború) után súlyos pénzügyi terhekkel küzdött. Fouquet mérhetetlen gazdagságának fitogtatása személyes büszkeségét sértette. A vendéglátás luxusa és a mutatványok nagyságrendje messze meghaladta saját udvartartásának lehetőségeit. (Ebben az időben folytak a versailles-i kastély bővítési munkái, a király ezalatt a fontainebleau-i kastélyban lakott). Lajos állítólag ekkor döntötte el, hogy „lecsapja” a mértéktelenül meggazdagodott pénzügyminisztert. „Vissza kell venni tőlük a lopott javakat,” jelentette ki anyjának, és azonnal, a helyszínen őrizetbe akarta vétetni Fouquet-t, de anyja, Ausztriai Anna lebeszélte erről. Az ünnepélyt záró nagyszabású tüzijáték végén Lajos elhárította a vendéglátója által felajánlott szobát és visszatért Fontainebleau-ba. Valójában Lajos nem hirtelen ötlettel döntött így, hanem bizalmasával, Jean-Baptiste Colbert-rel már hónapokkal korábban, 1661 áprilisától titokban eltervezte Fouquet megbuktatását.
Alig három héttel később, szeptember 5-én, XIV. Lajos 23. születésnapján, d’Artagnan lovag, testőrkapitány a király utasítására Nantes-ban letartóztatta Fouquet-t. A volt minisztert perbe fogták, állami javak hűtlen kezeléséért és felségsértésért (lèse-majesté) a bíróság száműzetésre ítélte, de ítéletét a király örökös várfogságra súlyosbította. Fouquet az alpesi Pignerol várbörtönében halt meg. Helyére Colbert került. A király bosszúhadjáratot indított Fouquet családtagjai, barátai és üzlettársai ellen is, megvonta kiváltságaikat, elkobozta vagyonukat.

### Menekülése Angliába
Vatel félt, hogy őt is letartóztatják, és Angliába menekült, mert nem volt tudomása arról, hogy a Vaux-le-Vicomte kastély háznépét a király át óhajtja venni saját, új, versailles-i kastélya személyzetébe.
Angliában találkozott Jean Hérault de Gourville-lal, Fouquet egykori pénzügyi tanácsadójával és ügynökével. Gourville-t gazdasági bűncselekményeiért Fouquet bukása után Párizsban halálra ítéltek, és távollétében (in effigie) fel is akasztották. Gourville és Fouquet együtt a Spanyol-Németalföldre utaztak, itt Gourville az emigrációban élő Louis de Condé hercegéhez fordult, aki felvette Vatelt saját chantilly-i kastélyának személyzetébe, a pikárdiai Chantilly-ban, Párizstól 40 km-re északra.

### Louis de Condé herceg szolgálatában

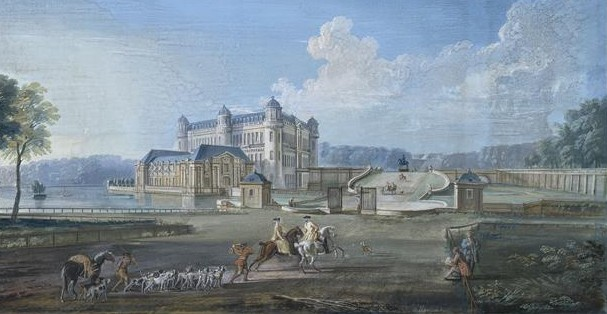
A chantilly-i kastély II. Louis de Bourbon-Condé herceg idejében

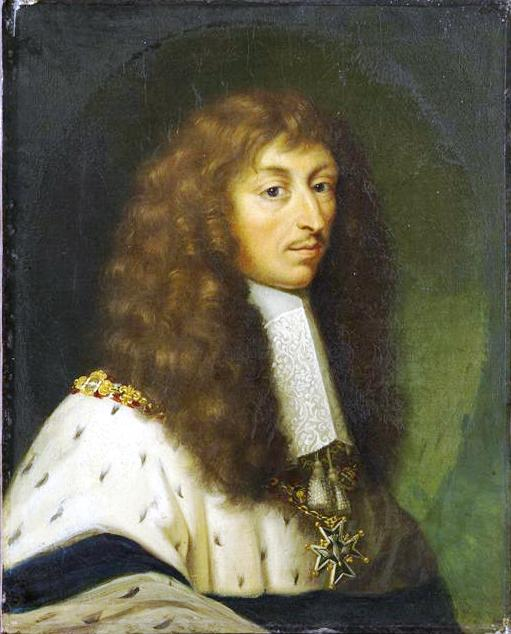
A „Nagy Condé” herceg (Robert Nanteuil festménye, 1662)

Condé hercege, bár a király rokona volt, 1651–től a király elleni főnemesi felkelés, a Fronde aktív vezetője volt, ennek leverése (1653) után átállt a spanyol király szolgálatába. A Francia Királyság ellen harcolt az 1635–1659-es háborúban. Lajos kegyvesztett árulóvá nyilvánította, franciaországi birtokait elkobozta. Condé csak a háborút lezáró pireneusi békeszerződés keretében térhetett vissza Franciaországba, nyilvánosan meg kellett hódolnia XIV. Lajos előtt. Birtokait visszakapta, de kegyvesztésben maradt, chantilly-i birtokán kellett élnie.
1663-ban François Vatelt kinevezték Condé herceg chantilly-i kastélyának főszakácsává és általános élelmezési főbiztosává („contrôleur général de la bouche du prince”). Feladatai közé tartozott a kastély lakóinak élelmezése, a konyha és az élelmezése szervezése, a beszerzések, a konyhakert és minden, ami a kastély lakóinak táplálásához tartozott. Egyik specialistása az édességekhez rendszeresen felszolgált cukrozott tejszínhab volt, melyről azt híresztelte, hogy saját eredeti chantilly-i családi receptje (crème chantilly), emiatt máig sokan őt tartják a cukrozott tejszínhab feltalálójának.
A chantilly-i Condé-kastélyban éveken át tartó bővítési és felújítási munkák kezdődtek. 1669-ben Vatel patrónusát, Gourville-t kinevezték a Condé-ház birtokainak főintézőjévé.

#### Az 1671. április 23–25-i ünnepségek Chantilly-ban
1671 áprilisában Louis de Condé herceg meghívta a frissen kibővített és megszépített chantilly-i kastélyába XIV. Lajost és teljes versailles-i udvartartását. Condé számára létfontosságú volt, hogy a háromnaposra tervezett nagyszabású ünnepséggel megnyerje a király jóindulatát. Teljesen meg akarta békíteni a királyt, hogy az visszafogadja szolgálatába, és ismét busás jövedelmeket biztosítson a herceg túlterhelt családi kasszájába. Condé fel akarta ajánlani saját erős hadseregét a Hollandia ellen tervezett háború céljára, és jól fizetett hadvezéri megbízatást is remélt a királytól. Ugyanakkor el kellett érnie, hogy a király szemet hunyjon a botrány fölött, amelyet maga Condé idézett elő azzal, hogy királyi elfogatóparancsot (lettre de cachet) szerzett saját feleségének, Claire-Clémence hercegnének bebörtönzésére Châteauroux várába, házasságtörés vádjával.
Az ünnepséget három napra tervezték, 1671. április 23-a, csütörtöktől április 25-e szombatig, benne három nagyszabású, ünnepélyes bankettet szerveztek, hogy elkápráztassák XIV. Lajost és a 3000 főnyi versailles-i vendégsereget, elsősorban a királyi kíséret 200–600 nemesi rangú tagját (courtisan) és ezek nagyszámú házanépét (domestiques) is. Az étkezések között a kor csúcstechnikáját képviselő kápráztató tűzijátékkal, mozgó díszletekkel, irányított szökőkutakkal, tovább pazar kerti ünnepségeket rendeztek. A 3000 főnyi vendégsereg folyamatos ellátása és állandó szórakoztatása 60 000 écu-t emésztett fel.
Egész falvak lakosságát rendelték be szolgálattételre a kastély konyhájába, műhelyeibe, istállóiba. 
A királyi jóindulat elnyerésétől Condé-ház jóléte és presztízse függött. Az ünnepségek sikeres megszervezése és lebonyolítása egyetlen ember, Vatel háznagy vállán nyugodott. Vatelnek mindössze két hete volt az előkészületekre, ennyi idő alatt tervezte meg a parádés fogadások menüit, gondoskodott a személyzet felfogadásáról, a szükséges beszerzésekről, megtervezte és kiviteleztette a látványos színpadi előadások díszleteit, műszaki berendezéseit és a tüzijátékokat. A király, a királyné, a kegyencnő, a király öccse (a Monsieur) és a többi magas rangú vendég elszállásolását a király megbízottjával, Lauzun márkival együtt készítették elő.
Április 23-án, csütörtökön a kastély melletti erdőkben nagyszabású vadászattal kezdődött a nap, majd a vendégek bevonultak a chantilly-i kastélyba,. A díszvendégeket huszonöt fényesen kivilágított asztalhoz ültették. A vacsorát kétórás látványbemutató követte. Csak a tűzijáték költsége 16 000 frankra rúgott, bár a leszálló köd megzavarta az eseményt.
Az érkezők létszáma a bejelentettnél 80-al több volt, így két asztalra már nem jutott sülthús. Vatel, aki ekkor már két hete nem aludt, úgy érezte, teljes kudarcot vallott, elveszítette jóhírét és becsületét, súlyos helyzetbe hozta gazdáját. A kortársak már ezen a napon többször hallották őt arról panaszkodni, hogy nem tud túlélni egy ekkora szakmai és emberi csődöt. A vacsora után Condé hercege személyesen kereste fel szobájában Vatelt, biztosította arról, hogy a vacsora kitűnően sikerült, és kérte a háznagyot, ne tulajdonítson semmilyen fontosságot annak, hogy a kíséret néhány tagja nem kapott húsételt. Az eseményeket leíró kortársak szerint az ünnepségek teljes rendben zajlottak 1671. április 24-ig.

#### Az április 24-i „halnap”
Április 24-e, péntek böjti nap volt, hagyományosan hústalan menüt, elsősorban halételeket terveztek felszolgálni. Kézenfekvő lett volna patakból, folyóból származó halakat beszerezni, de Vatel másképpen döntött. Valószínűleg úgy ítélte, hogy a folyami lazac, pisztráng túl köznapi étel a magas rangú vendégseregnek, vagy április hónapban túl bizonytalannak ítélte a folyami halászatot. Annak dacára döntött így, hogy a kastély ekkor már rendelkezett halastóval, ahol az előre leszállított élő halakat biztonságosan tárolhatták volna.
Vatel azonban különleges tengeri halakat tervezett az étlapra. Volt egy bejáratott halszállítója a normandiai Dieppe-ben, amely ebben az időben a La Manche legnagyobb halászkikötője volt. Beszerzőket küldött a Somme folyó torkolatában fekvő Ault kikötővárosba is, ahol jelentős halpiac működött,
de ügynökei dolgoztak más kikötőkben is, hogy tengeri halakat vásároljanak, pl. nyelvhalat, rombuszhalat és más rombuszhalféléket, valószínűleg rájaféléket, sima lepényhalat és más lepényhalféléket, melyeket az adott évszakban bőségesen fogtak. A feljegyzések kagylóféleségekről is írnak.

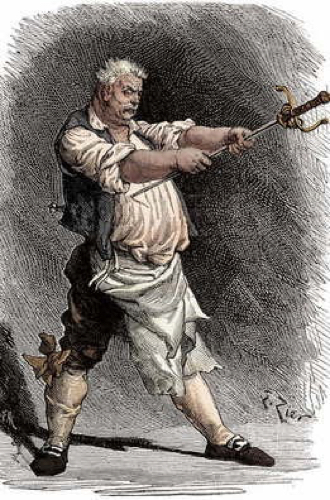
François Vatel öngyilkossága (Edouard Zier rajza, 19. század)

A kereskedőkkel kötött szerződései alapján Vatel pénteken hajnalban 4 órára várta a megrendelt tengeri halszállítmány érkezését. Azonban csak egyetlen szekér érkezett két kosár hallal. Miután reggel nyolcig semmi több nem jött, Vatel reménytelen helyzetben érezte magát. „Ekkora szégyent nem élek túl, egész becsületem és hírnevem összeomlott”, mondta főnökének, Gourville-nak, aki azonban gúnyolta ezért. Madame de Sévigné márkiné emlékiratai szerint Vatel felment a szobájába és végzett magával. Kardjának markolatát az ajtónyílásba támasztotta, és háromszor beledőlt. A feljegyzések szerint halálának perceiben tűntek fel a láthatáron a nagy halszállítmányt a kastélyba hozó szekerek.

### Halálának közvetlen következményei
Gourville maga vette át a személyzet irányítását, a vendégsereg ellátásának biztosítását. A halszállítmány hiánytalanul beérkezett ugyan, de a tragédia hírére a vendégek lemondtak ezekről a fogásokról. Condé hercegét megrázta a hír, kortársak sírni láttak a hír hallatán. Maga a király is megrendült: elmondta Condénak, hogy kisebb fényűzéssel, szerényebb vendéglátással is elégedett lett volna. Ugyanakkor a pazar ünnepségsorozat végeredményben megtette a kívánt hatást, XIV. Lajos visszafogadta kegyeibe a Nagy Condét és jövedelmező hadvezéri megbízást adott neki a következő évben (1672-ben) megindított Hollandia elleni háborúban.

### Temetése
Gourville diszkréten eltemette Vatelt. A halotti bizonyítvány a közeli Vineuil-Saint-Firmin község levéltárában található, ami arra utal, hogy Vatel az itteni temetőben nyugszik.
Az öngyilkosságot az egyház súlyos bűnnek tartotta, ezért Vatelt (Auguste Jal történész szerint) nem temethették volna megszentelt földbe. 
Az öngyilkosságot a világi törvény is tiltotta, az öngyilkosok testét megalázó módon, arccal lefelé kellett elföldelni. Vatel esetében ilyen eljárásnak nincs nyoma, ami arra utal, hogy a király jóindulatúan közbelépett érdekében.

## Megítélése
François Vatel személye és munkássága legendává vált a francia gasztronómiában és rendezvényszervezésben, annak ellenére, hogy hivatásos vezetőként összeomlott egy olyan váratlan szükséghelyzetben, amilyet egy vendéglátóipari menedzsernek gyakran kell kezelnie. Kutatói szerint a történtekért Vatel nem hibáztatható, mert a korabeli élelmiszer-szállítók szerződéseikben korlátozó klauzulákkal védték magukat főúri megrendelőik szeszélyeitől. Az arisztokraták nagy területek iparosainak és gazdálkodóinak (beleértve a halászok, vadászok) teljes termelését foglalták le saját kastélyaik szükségleteire, a régió kereskedői egyensúlyozni kényszerültek a király, a főurak, a főváros (Halles de Paris) és a hadsereg ellátási igényei között. Egy nagyobb főúri rendezvény friss élelmiszerrel (különösen a friss hallal) való ellátása komoly szervezést igényelt. A friss élelmiszert azonnal fel kellett dolgozni, tengeri halakat még a kastély halastavában (édesvízben) sem tárolhatták. A jegeléssel történő tartósítás a 17. századi Franciaországban még nem terjedt el.
Vatel tragédiája megrázta a korabeli társadalmat. Madame de Sévigné emlékirataiban tisztelettel írt a háznagyról, aki teljes szakmai odaadással szolgálta gazdáját, és becsületbeli kérdésnek tartotta, hogy bármi áron megfeleljen ura elvárásainak. Vatel tette egyfajta mítosszá vált: a társadalmi elismerésre vágyó, azt minden elé helyező gasztronómiai szakember legendájává. Személyes felelősséget érzett azért, hogy az általa rendezett étkezések és ünnepségek elnyerjék a király tetszését, ezzel a Condé-ház presztízse helyreálljon. Ez az önfeladó „heroizmus” – mely Vatel személyes tragédiája ellenére teljes sikert hozott – bekerült a francia gasztronómia jelentőségéről folyó későbbi diskurzusokba, és a napjainkig színt ad a nagy sztárséfek mítoszának.

## Alakja szépirodalomban, művészetekben

### Szépirodalom, emlékiratok

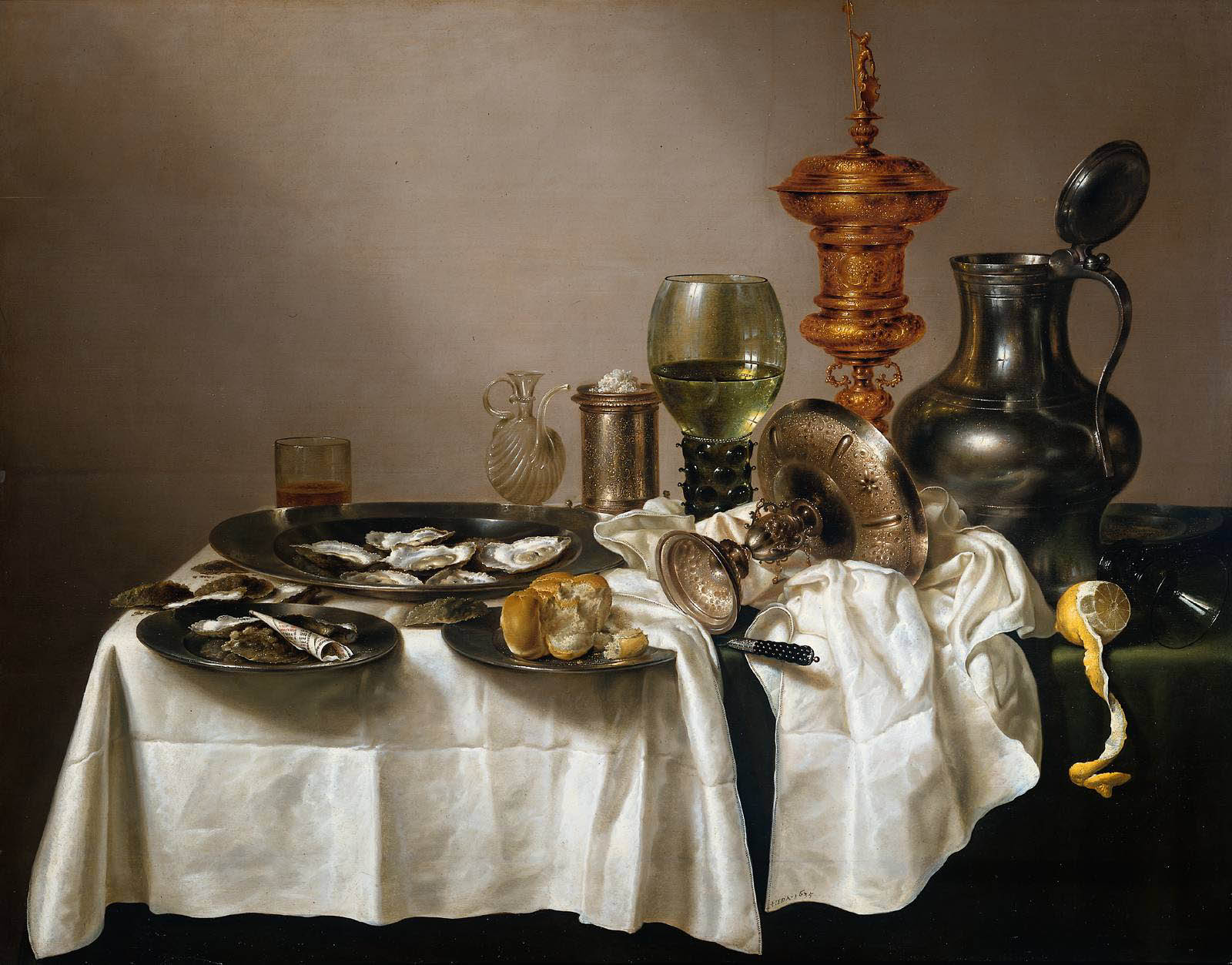
Csendélet ezüst serleggel (Willem Claesz Heda festménye (1635)

- 1671 : Madame de Sévigné márkiné, aki vendég volt a chantilly-i ünnepségeken, leányához, Madame Françoise de Grignonhoz írt levelében részletesen leírja az eseményt, és az azt követő zavarodottságot.[14] ».
- Saint-Simon hercege is ír Vatelről Emlékirataiban (Mémoires).
- Id. Alexandre Dumas a 19. században elítélően írt Vatelről: szerinte az eset nem az önfeláldozás, hanem a gondatlanság példája, a halszállítmányt előrelátóan kellett volna megrendelni, és jégen tartani, ezt az évszak hűvös időjárása is segítette volna.[15]
- Gérard de Nerval „Les filles de feu” c. 1854-es művében szól Vatelről,[16] tragikus regényhősök paródiájának nevezve Vatel tettét.
- Alexandra David-Néel(wd) írónő Egy párizsi nő utazása Lhászában (Voyage d’une Parisienne à Lhassa) című 1927-es könyvében szintén gúnyolódva emlegeti Vatelt.
- Jacques Decaen „Les Roses d’Héliogabale ou l’Académie de cuisine du Roi-Soleil” című regényében (Dacres, Paris, 2021) Vatel főszereplőként jelenik meg.

### Mozifilm
Roland Joffé rendező 2000-ben bemutatott Vatel című romantikus filmdrámája, Gérard Depardieu-vel a címszerepben, az 1671-es végzetes ünnepséget mutatja be, kiemelve Vatel sokoldalú tudását és ura iránti elkötelezettségét. Ezzel a filmmel nyitották meg 2000-es cannes-i filmfesztivált.

## Emlékezete
- A Vatel Vendéglátóipari Egyetemet (École hôtelière Vatel) Alain Sebban alapította 1981-ben. Két tannyelvű (angol/francia) tagintézményei Párizsban, Lyonban, Bordeaux-ban, Nîmes-ben és Nantes-ban működnek, további francia nyelvű intézményei működnek Réunion, Martinique és Mayotte szigetén. Főiskolai és mesterszintű okleveleket ad ki.
- Toulonban az Anne-Sophie-Pic Vendéglátóipari Gimnázium előtti tér Vatel nevét viseli (place Vatel).
- Alençon városában működik az Au Petit Vatel nevű étterem.
- Vatel neve a francia nyelvben köznévvé is vált (antonomázia-jelenség).